# Trimeresurus brongersmai
Trimeresurus brongersmai es una especie de serpientes venenosas de la familia Viperidae.

## Distribución geográfica yhábitat
Es endémica de Simeulue y, quizá, las islas Mentawai (Indonesia).